# Neodiphthera albicera
Neodiphthera albicera är en fjärilsart som beskrevs av Rothschild och Jordan 1907. Neodiphthera albicera ingår i släktet Neodiphthera och familjen påfågelsspinnare. Inga underarter finns listade i Catalogue of Life.